# Adolphe Varin
Pour les articles homonymes, voir Varin.
Pierre-Adolphe Varin né à Châlons-sur-Marne le 24 mai 1821 et mort à Crouttes-sur-Marne le 21 septembre 1897 est un dessinateur, graveur et photographe français.

## Biographie
Né à Châlons-sur-Marne, le 24 mai 1821, Adolphe Varin est le fils du professeur de dessin Joseph Varin (1796-1843), qui a eu trois autres enfants, tous devenus graveurs : Amédée (1818-1883), Claire-Éléonore (1821-1909) et Eugène (1832-1911). Henri Beraldi indique que cette famille se veut descendre d'une longue lignée de graveurs qui remonterait à Jean Varin (ou Warin de Liège, 1607-1672).
Il vient à Paris en 1833 et, avec son frère Amédée, est l'élève des peintres Monvoisin et Mulard, et des graveurs Charles Geoffroy et Émile Rouargue (1795-1865). Les deux frères commencent à produire leurs premières gravures dans la foulée.
À partir de 1847, Adolphe et son jeune frère Eugène travaillent à copier les tableaux de la galerie Goupil, laquelle maison édite l'album de Léon Feuchère L'Art industriel comportant soixante-douze planches qui comprend également des gravures d'Amédée. Les trois frères développent une manière de graver qui les distinguent, le « style Varin », mêlant sans doute des techniques qui annonce la photoglyptie.
En effet, au cours de l'année 1852, les trois frères s'engagent dans la production photographique, mais ils auraient expérimenté le daguerréotype dès 1845. Pour leurs tirages positifs, ils utilisent le papier salé (la solution saline empêchant le papier de noircir), notamment pour l'album Vues de Reims (chez Quentin Dailly, 1854) et pour d'autres vues de villes et édifices remarquables (Bordeaux, Tours), des portraits, des bateaux — entre autres à La Rochelle où leur sœur Claire s'est installée. Ils ont en outre recours à l'ambrotype, et à partir de 1856, développent leurs clichés à l'aide de négatifs au collodion sur verre. Leurs activités de photographe s'étend jusque dans les années 1880,.
Parallèlement à cette activité de photographe, Adolphe poursuit une abondante production de gravures à la fois d'interprétation et originale d'après ses propres dessins ; on compte aussi des traductions d'après photographies. Il s'intéresse à l'histoire de la gravure et collectionne des estampes anciennes pour les étudier.
Il a souvent exposé au Salon, dès 1844 — il y montre Les Moissonneurs, une gravure au burin d'après Louis Léopold Robert et réside à cette époque au 18, rue de Pontoise —, et y a obtenu diverses médailles, dont la médaille d’or.
Certaines de ses gravures parurent dans L'Artiste, L'Estampe et dans La Curiosité universelle et durant les années 1860, Cadart et Luquet sont ses éditeurs.
Il est mort à Crouttes-sur-Marne le 21 septembre 1897 et est inhumé à Paris au cimetière du Père-Lachaise (62e division).

## Œuvre
Adolphe Varin est l'auteur d'albums de planches de serrurerie gothique, d’orfèvrerie religieuse ; de vignettes religieuses pour la maison Alfred Mame de Tours, et surtout de 200 portraits, la plupart dessinés pour des publications de valeur, notamment L’Art au XVIIIe siècle des frères Goncourt.
Un fonds de 26 de ses gravures est conservé à La Rochelle au musée d'Orbigny-Bernon.
Deux photographies, des portraits, sont conservées à Paris au musée d'Orsay.
Un fonds de ses gravures est conservé au Rijksmuseum Amsterdam.

Œuvres d'Adolphe Varin
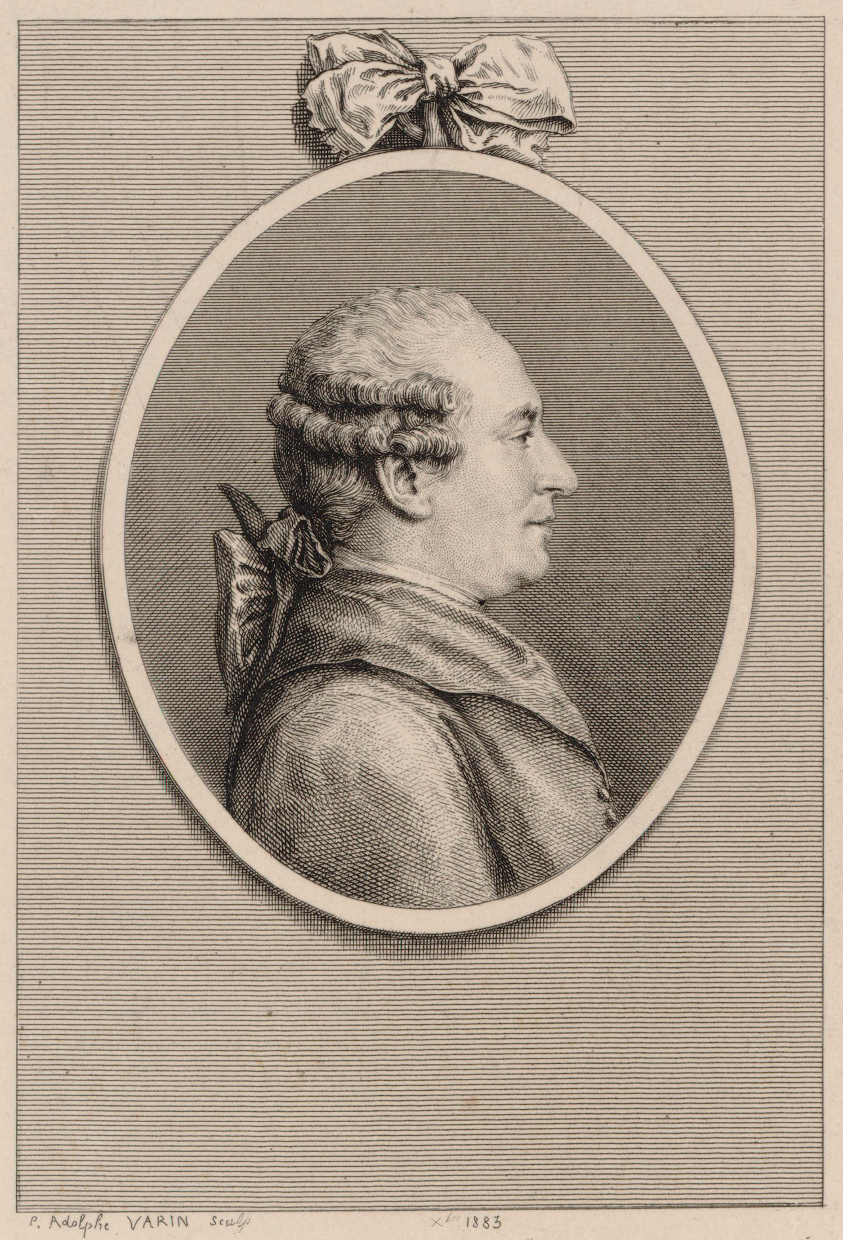
Beaumarchais (1883), gravure d'après Charles-Nicolas Cochin.
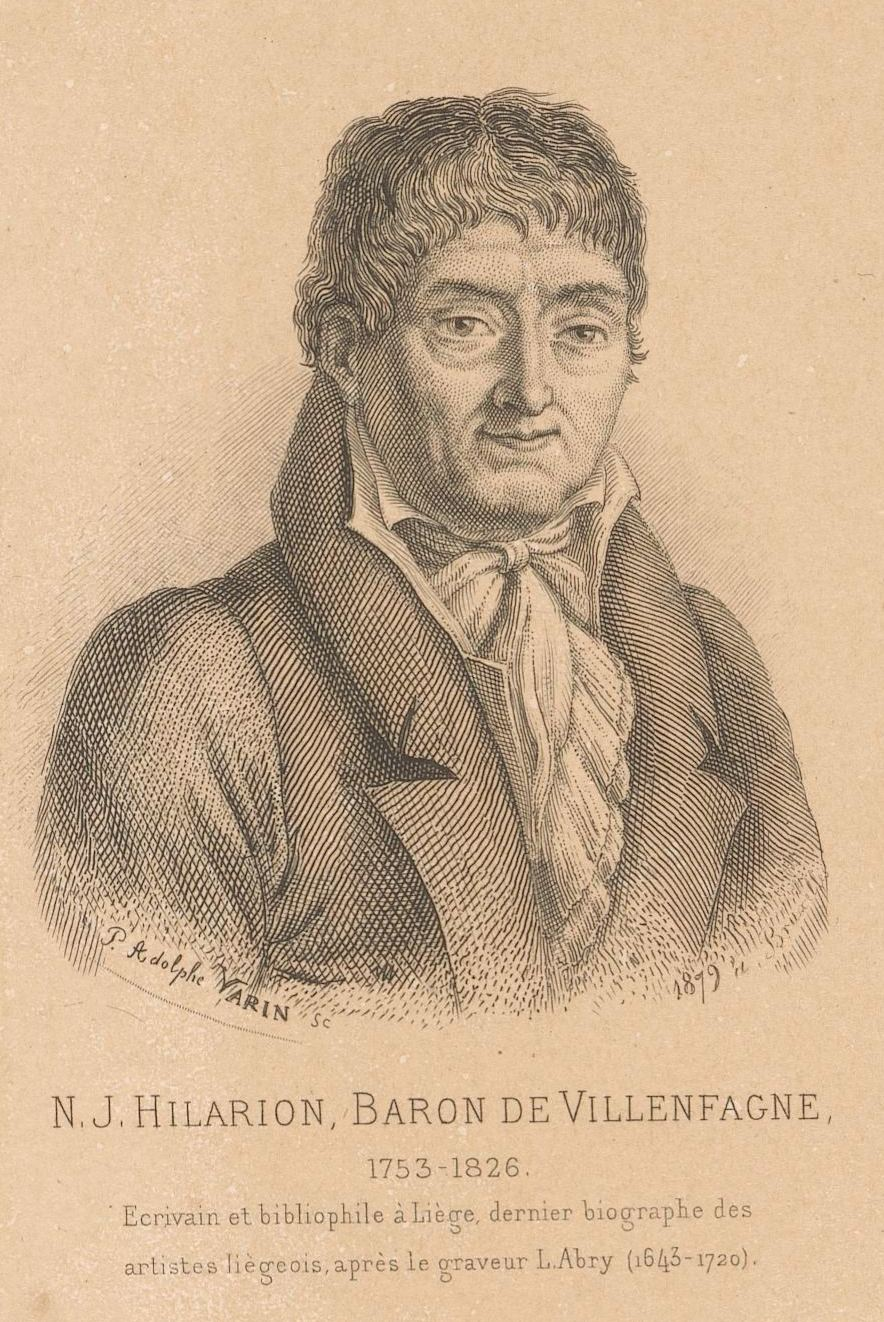
Hilarion-Noël de Villenfagne d'Ingihoul (vers 1884).
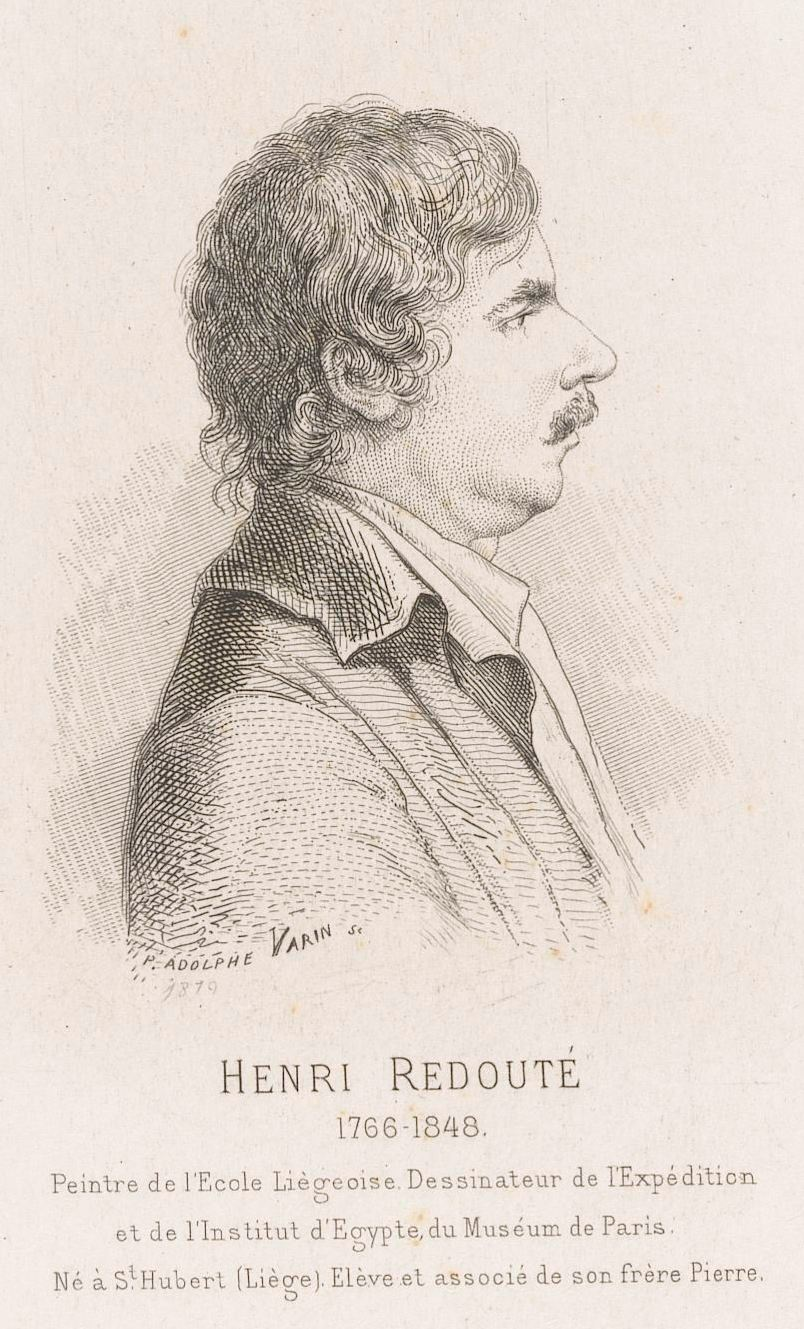
Henri-Joseph Redouté (vers 1884).
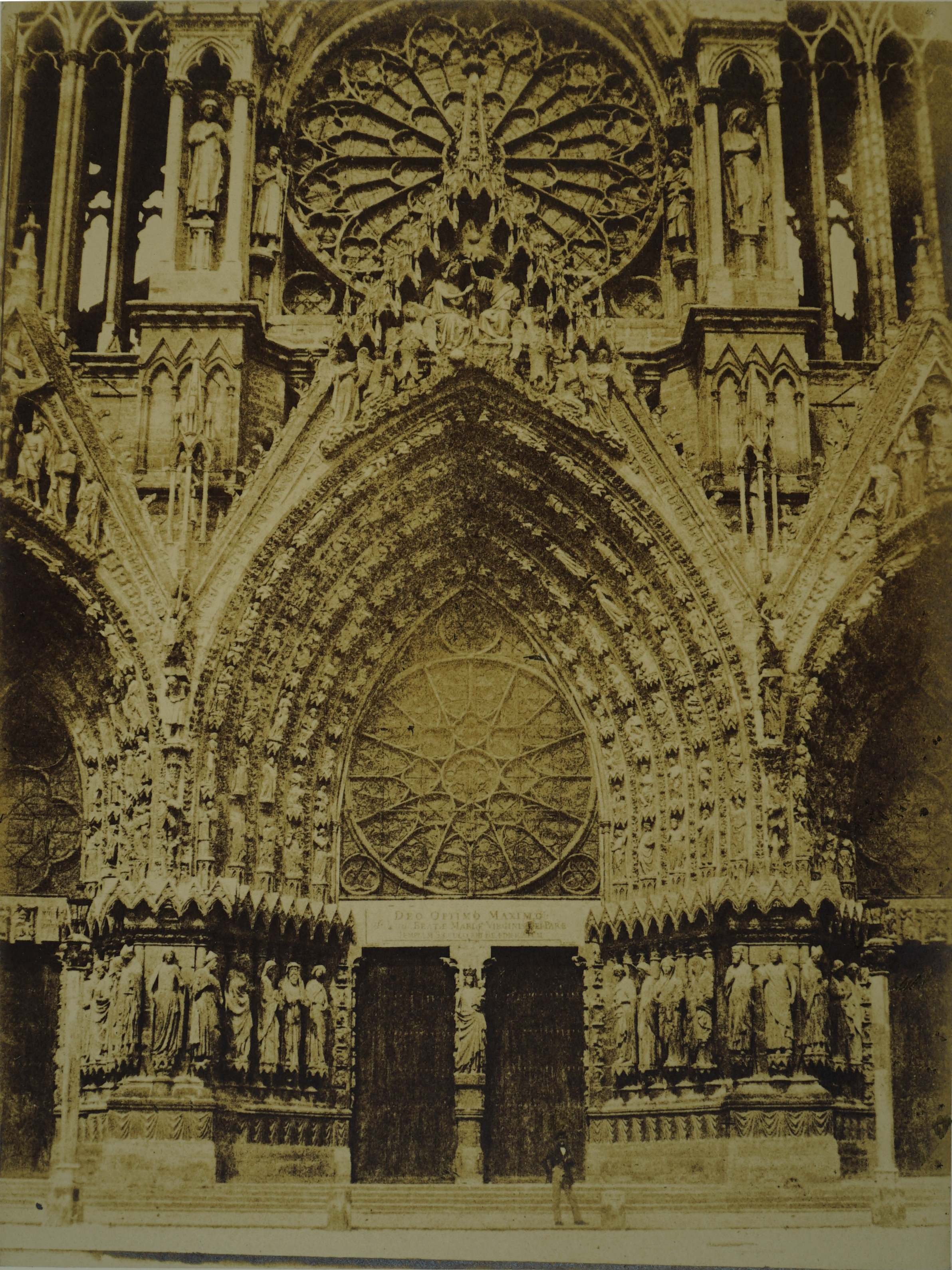
La cathédrale de Reims (1894), photographie, Reims, Bibliothèque Carnegie.
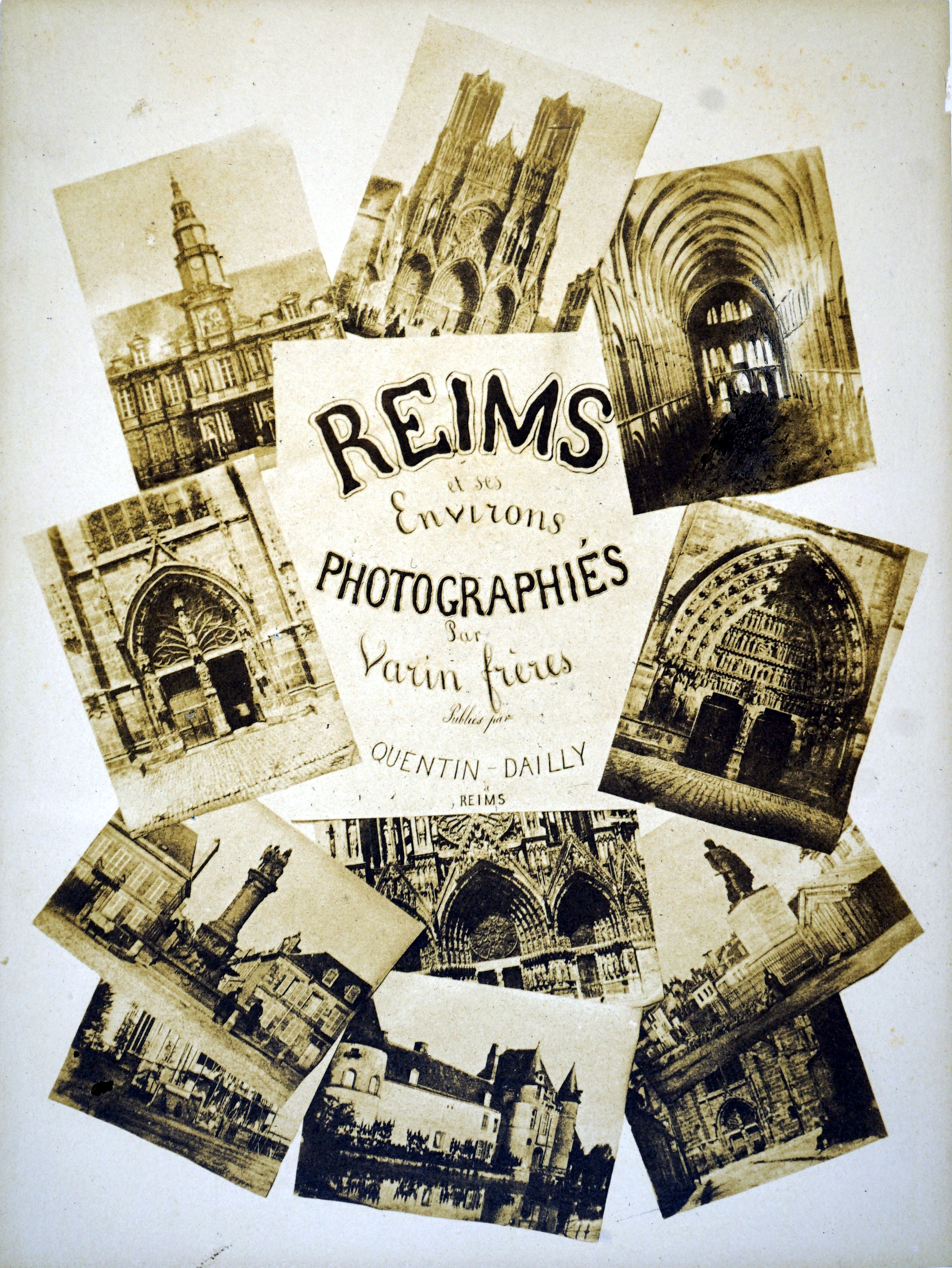
Reims et ses environs, couverture de l'album de photographies des frères Varin publié en 1894.